# Glenwood, Georgia
Glenwood är en ort i Wheeler County i delstaten Georgia, USA.